# Donnazac
Donnazac (okzitanisch: Donasac) ist eine französische Gemeinde mit 59 Einwohnern (Stand: 1. Januar 2022) im Département Tarn in der Region Okzitanien. Sie gehört zum Arrondissement Albi und zum Kanton Carmaux-2 Vallée du Cérou. Die Einwohner werden Donnazacois und Donnazacoises genannt.

## Geographie
Donnazac liegt rund 23 Kilometer nordwestlich von Albi. Umgeben wird Donnazac von den Nachbargemeinden Frausseilles im Norden und Nordwesten, Souel im Norden und Osten, Noailles im Osten, Cestayrols im Südosten sowie Cahuzac-sur-Vère im Süden und Westen.

## Bevölkerungsentwicklung
| Jahr                       | 1962 | 1968 | 1975 | 1982 | 1990 | 1999 | 2006 | 2017 |
| Einwohner                  | 69   | 84   | 71   | 50   | 62   | 85   | 92   | 80   |
| Quellen: Cassini und INSEE |      |      |      |      |      |      |      |      |

## Sehenswürdigkeiten

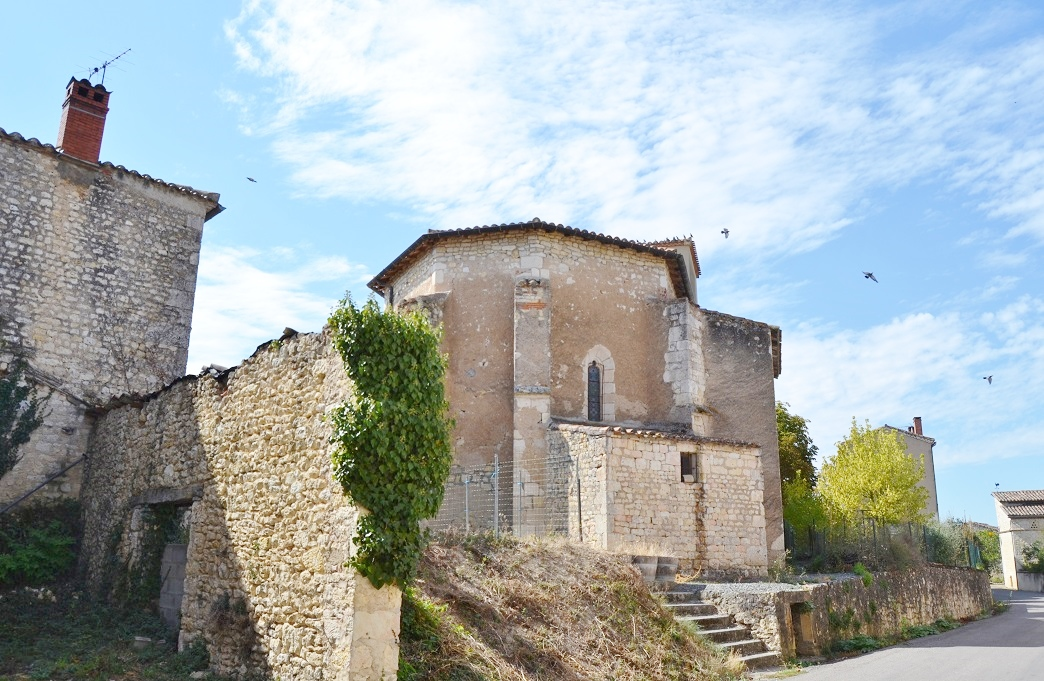
Pfarrkirche Saint-Jacques

- Pfarrkirche Saint-Jacques aus dem 15./16. Jahrhundert